# Chlorodontopera discospilata
Chlorodontopera discospilata là một loài bướm đêm trong họ Geometridae.